# Chrysler Pacifica (crossover)
Cet article concerne le crossover de taille moyenne. Pour le concept car, voir Chrysler Pacifica (concept de 1999). Pour le monospace, voir Chrysler Pacifica (monospace).
Pour un aperçu complet de tous les modèles Pacifica, voir Chrysler Pacifica.
Le Chrysler Pacifica est un crossover commercialisé par le constructeur automobile américain Chrysler de 2004 à 2008.
Le Pacifica est le premier produit élaboré conjointement par la « fusion entre égaux » de DaimlerChrysler en 1998. Chrysler a développé le véhicule en 30 mois à un coût inférieur à 1 milliard de dollars. Dessiné par Eric Stoddard qui dessina également la Chrysler Crossfire, ce Crossover est inspiré par les concept cars Chrysler Pacifica et Chrysler Citadel. 
Le modèle de production a été présenté pour la première fois au Salon international de l'auto de New York en 2002. Chrysler a commercialisé le Pacifica comme un « sport-tourer » , construit à l'usine de Windsor, à côté des monospaces à empattement long de janvier 2003  à novembre 2007. Le nom "Pacifica" a été brièvement utilisé comme finition sur la Dodge Daytona de 1987 à 1988 après l’arrêt de la Chrysler Laser.
En janvier 2016, le nom Pacifica a été repris pour un monospace de 2017, présenté pour la première fois au Salon international de l'auto de l'automobile de l'Amérique du Nord en remplacement de la Chrysler Town & Country,.

## Changements par année

### 2004
À l’origine, la Pacifica n’avait qu’un niveau de finition.

### 2005 et 2006
À partir de 2005, le Pacifica a été étendu à quatre niveaux de finition: Base , Touring , Limited et une édition spéciale Signature Series. L'intérieur a également été légèrement redessiné. Les garnitures en bois sont de série dans les modèles Pacifica Touring et Limited, tandis que le modèle de base Pacifica (futur Pacifica LX) propose des garnitures intérieures en plastique coloré. Les modèles de la série Signature avaient une garniture intérieure revêtue de métal et des sièges en cuir bicolores.

### 2007

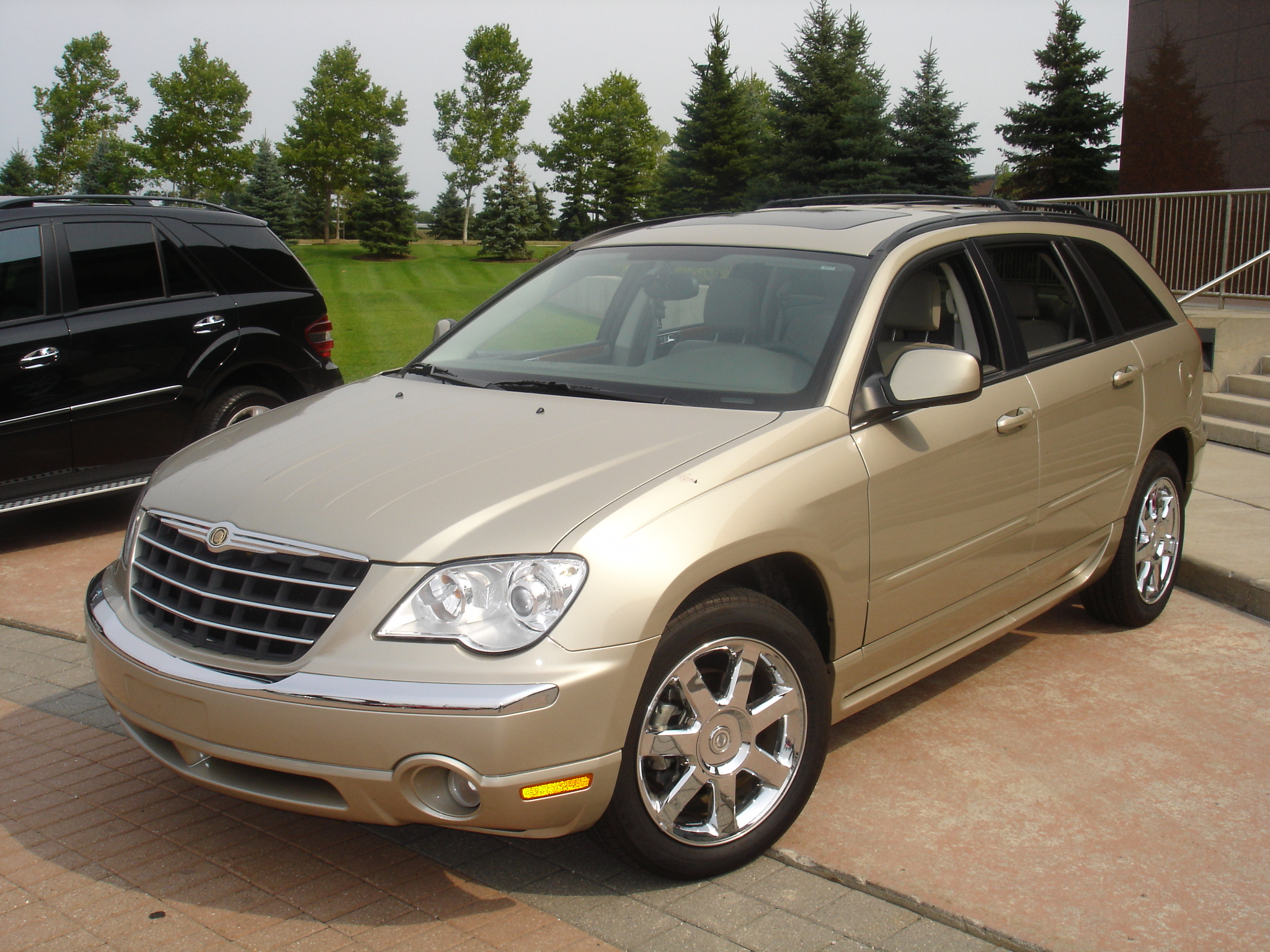
Pacifica Limited 2008 (États-Unis; restylé)

L'extérieur du Pacifica a été légèrement remodelé pour 2007, notamment les phares, le capot, les ailes, la calandre, le carénage avant et les roues. Le tout nouveau 4.0 L V6 SOHC été ajouté pour compléter le V6 EGH 3,8 L standard. Avec l’ajout du nouveau moteur et de la nouvelle transmission, le double échappement a été ajouté. Les nouvelles options incluent une caméra de recul intégrée au système de navigation, des tissus antitaches, anti-odeurs et antistatiques, ainsi que de nouvelles options de roues.

### 2008 (interruption)
Le 1er novembre 2007, Chrysler a annoncé l’interruption de la Pacifica , et qu'il produirait la dernière Pacifica le même mois. La dernière Pacifica a quitté la chaîne de montage le 23 novembre 2007.

## Description

### Groupe motopropulseur
Les crossovers Pacifica étaient équipés de boîtes de vitesses « Autostick », version de Chrysler d’une transmission automatique à commande manuelle. Les autres caractéristiques comprennent une suspension arrière à cinq bras, des amortisseurs arrière à nivellement automatique et une direction à crémaillère à assistance variable. Le Pacifica offrait une capacité de remorquage de 1 600 kg.
Au début, Pacifica était propulsé par un V6 de 3,5 litres avec 250 ch et 340 N m de couple. Les revues automobiles ont critiqué le moteur, qui était à peine en mesure de tracter la masse impressionnante du Pacifica, en particulier sur les modèles à traction intégrale entièrement chargés. Ce V6 était de série sur tous les modèles sauf le modèle de base à traction avant en 2005 avec le V6 de 3,8 litres. Le V6 de 3,8 litres développant 210 chevaux et 330 N m été éliminé pour 2006, le 3,5 litres restant le seul moteur disponible. Pour 2007, le moteur de 3,8 litres est revenu dans le modèle de base à traction avant, cette fois évalué à 200 ch et un nouveau V6 de 4,0 litres a remplacé le V6 de 3,5 litres dans tous les autres modèles. Le moteur de 4,0 litres produit 255 ch    et 359 N m et a été couplé à une nouvelle transmission automatique à six vitesses (le moteur de base a été poursuivi avec la transmission à quatre vitesses), ce qui a permis un 0 à 100 km/h respectable de 7,4 secondes.

### Sécurité
En 2006, le Chrysler Pacifica a été récompensé par le Insurance Institute for Highway Safety comme «meilleur véhicule contre un choc frontal». En 2007, le Pacifica a remporté les tests de collision frontale et latérale en 5 étoiles. Le Pacifica a reçu ce prix pour son équipement de contrôle de traction, de freins à disque aux quatre roues avec système de freinage antiblocage, d’airbags rideaux, de programme de stabilité électronique et d’un système de surveillance de la pression des pneus.

### Caractéristiques
Au cours de la première année, le Pacifica était bien équipé et coûtait cher, car il incluait des fonctionnalités coûteuses, telles qu'un système de navigation ou un système de divertissement DVD. Au cours des années ultérieures, des niveaux de finition et d'équipement supplémentaires ont été ajoutés.
Les sièges de troisième rangée étaient standard sur tous les modèles sauf les Pacifica d'entrée de gamme lancés après 2004. Le siège conducteur était doté de huit réglages électriques et le siège passager de quatre réglages électriques sur toutes les Pacifica standard. La Limited et la Touring comprenaient un siège électrique à dix réglages pour le conducteur. Le Pacifica était proposé en option avec un système de mémorisation des préférences d’assise qui contrôlait également les rétroviseurs et les pédales. Les sièges étaient disponibles en tissu ou en cuir résistant aux taches et aux odeurs sur tous les sièges et en six modèles de tissu différents. L'espace de chargement était de 2 250 L  avec les deuxième et troisième rangées pliées.
Tous les modèles Pacifica sont livrés avec la radio AM / FM , un lecteur CD et un système audio Infinity de 200 watts à sept haut-parleurs. Les modèles Limited sont livrés avec un abonnement d'un an à la radio satellite Sirius, un chargeur DVD à 6 disques capable de lire des disques MP3, DVD audio, DVD vidéo, DVD-R et DVD-RW, ainsi qu'un « Intermezzo » Infinity de 385 watts et à huit haut-parleurs avec subwoofer. Les modèles standard comprenaient un contrôle manuel de la température en bi-zone, tandis que les modèles Limited et Touring offraient la climatisation automatique. Les modèles Limited et Touring proposaient un système de navigation, ainsi qu'une caméra de recul en option. Un système de communication mains libres était également disponible. Toutes les finitions comprenaient des lève-vitres électriques, une entrée sans clé à distance et une gamme complète d'équipements de sécurité .

### Niveaux de finition
Toutes les éditions étaient disponibles en traction avant ou en traction intégrale.
- Base • 2004-2007 - Inclus: revêtement en tissu, serrures et rétroviseurs électriques, vitres électriques avec vitre côté conducteur automatique, quatre prises de courant 12V, entrée sans clé, sièges avant à réglage électrique, une chaîne stéréo AM / FM avec lecteur CD unique, commandes au volant et système Infinity à 7 haut-parleurs de 200 watts
- LX • 2008 - Inclus: V6 de 3,8 L sur les modèles à traction avant, V6 de 4,0 L à traction intégrale, rembourrage en tissu, sièges à réglage électrique avec sièges avant chauffants, une chaîne stéréo AM / FM avec lecteur CD unique et 6 haut-parleurs, entrée sans clé, alarme de sécurité et serrures et vitres électriques avec vitre côté conducteur automatique.
- Touring • 2005–2008 - Inclus : rembourrage en tissu ou en cuir de qualité supérieure, contrôle électronique des informations sur le véhicule, ouvre-porte de garage universel, pommeau de levier de vitesses gainé de cuir, bac de rangement, une radio AM / FM avec un seul disque CD / DVD vidéo / audio avec capacité MP3 et système Infinity de 200 watts avec 7 haut-parleurs
- Limited • 2005–2008 - Inclus : sellerie cuir, tapis de sol, rétroviseurs électriques avec rétroviseur conducteur à atténuation automatique, un toit ouvrant, filet de chargement, siège conducteur à mémoire, préconfigurations des pédales et de la radio, volant gainé de cuir, une chaîne stéréo AM / FM au tableau de bord avec changeur de CD / DVD à 6 disques avec capacité MP3, radio satellite SIRIUS et système audio Infinity de 200 watts avec 7 haut-parleurs
- Série Signature • 2005–2008

## Accueil
La Pacifica a été le premier produit élaboré conjointement par la « fusion d'égaux » de Chrysler-DaimlerBenz en 1998. Chrysler a développé le véhicule en 30 mois à un coût inférieur à 1 milliard de dollars . L'autre entrée de DaimlerChrysler sur le marché des SUV de luxe, la Classe M (portant le logo ML) semblait être un travail d'ingénierie précipité de la division des camions Mercedes-Benz, mais ce fut un grand succès, conduisant à la Classe M de deuxième génération, qui a utilisé une plate-forme de crossover au lieu d'une plate-forme de camion léger.
DaimlerChrysler a présenté le Pacifica comme la prochaine « grande affaire » sur le marché naissant des crossovers, prévoyant des ventes de 100 000 unités par an. Ces estimations se sont avérées extrêmement optimistes, les ventes n’ayant jamais été à la hauteur des attentes. Il y avait une concurrence féroce avec d'autres crossovers de luxe comme les Lexus RX et BMW X5; le RX était le leader des volumes et largement considéré comme la référence de la classe. Malgré l'habitacle de type Mercedes et d'autres technologies dérivées de Mercedes, il se peut que la Pacifica ait été trop chère pour sa marque, car le grand public ne considérait pas Chrysler comme une marque de luxe comme BMW, Lexus et Mercedes-Benz. En effet, DaimlerChrysler était réticent à promouvoir fortement le fait que la Pacifica (ainsi que plusieurs autres véhicules conçus conjointement, tels que les Crossfire et 300 ) présentait les technologies de sa division Mercedes par crainte d'une concurrence interne, car les véhicules Benz avaient des prix et des bénéfices beaucoup plus élevés que leurs équivalents Chrysler. Un contrat de trois ans de plusieurs millions de dollars a été signé avec la chanteuse Céline Dion en 2003, avec des publicités conçues pour repositionner Chrysler en tant que marque haut de gamme. Cependant, la campagne promotionnelle était largement considérée comme un échec et DaimlerChrysler a donc mis fin à sa campagne un an plus tard. En fin de compte, DaimlerChrysler a toutefois perdu de l'argent sur chaque Pacifica vendue, car elle utilisait une plate-forme de monospace modifiée, mais n'avait aucun point commun intérieur avec les autres véhicules Chrysler, Dodge ou Jeep.
Positionné comme un grand crossover , la Pacifica a été conçu pour combiner la commodité d'un monospace, la position élevée d'un SUV, et la manipulation d'une berline, parce que la popularité du monospace était éclipsée par le SUV qui à son tour a perdu la faveur en raison des prix élevés de l'essence. Comparé aux véhicules utilitaires sport de luxe traditionnels (basés sur des camions légers) tels que le Lincoln Navigator, le Pacifica avait une capacité de remorquage moins lourde, mais il était par ailleurs supérieur en termes de tenue de route, de confort, d'aménagement intérieur et de commodités. Les sièges de troisième rangée étaient jugés trop petits par rapport à ceux de la Chrysler Town & Country, moins onéreux et plus économe en carburant. Cependant, les autres constructeurs automobiles de luxe n'ont pas de monospace dans leur gamme, ce qui évite la concurrence avec leurs grands crossovers, il n'a donc pas empêché le Pacifica d'établir des comparaisons inévitables avec la Town & Country. En outre, DaimlerChrysler n’a pas été en mesure de convaincre le public que Pacifica était un pionnier de la nouvelle catégorie de véhicules, les consommateurs privilégiant les crossovers de type SUV plus traditionnels et rencontrant le même problème avec la sortie de la Mercedes-Benz Classe R. Comme le Pacifica, le Classe R est censé partager les attributs du monospace, du SUV et d'un break, et bien que le Classe R soit plus haut de gamme et sophistiqué (basé sur une plate-forme à traction arrière) avec un lancement mieux exécuté (tandis que le Pacifica était en proie à des défauts de production et de commercialisation), il s'est mal vendu par rapport aux GLK et Classe M.
La Pacifica a été largement félicitée pour son comportement et sa maniabilité, car sa suspension sophistiquée absorbait bien les bosses, tandis que la direction était assez nette et linéaire . Cependant, les Pacifica de 2004 à 2006 avaient une forte consommation de carburant et étaient sous-motorisés compte tenu de leur poids, le V6 de 3,5 litres et la boîte de vitesses automatique à quatre vitesses vieillissante ont donné de mauvaises performances compte tenu du prix de ce véhicule. Cela n'a été rectifié qu'en 2007 avec un nouveau moteur V6 et une nouvelle boîte automatique à six vitesses qui était néanmoins trop tardive pour sauver les ventes. Pendant toute sa durée de vie, il y avait peu d'options de moteur et pourtant, malgré les demandes des clients, aucune version Hemi ou SRT comme la Chrysler 300 ne fut disponible.

### Fiabilité
Les modèles de production initiaux du Pacifica ont donné à la marque une mauvaise réputation en raison de la mauvaise fiabilité mécanique de la transmission et du moteur, défauts linéaires et intérieurs, de problèmes électriques et d’une mauvaise qualité de fabrication. En outre, Chrysler a tardé à réagir pour résoudre ces problèmes .

## Ventes totales
| Année civile   | Etats-Unis | CANADA |
| -------------- | ---------- | ------ |
| 2003           | 56 656     | N / A  |
| 2004           | 92 363     | 5 119  |
| 2005           | 85 557     | 3 944  |
| 2006           | 78 243     | 3 876  |
| 2007           | 53 947     | 2 016  |
| 2008           | 7 345      | 290    |
| 2009           | 1 955      | 2      |
| Total: 391 313 |            |        |